# Championnat des Samoa de football 2022
Navigation
Édition précédente Édition suivante
La saison 2022 du Championnat des Samoa de football est la 43e édition du championnat national, appelé la Samoa Premier League. La compétition regroupe les douze meilleures formations de l'archipel, qui s'affrontent une seule fois. A l'issue de la saison, les quatre derniers du classement sont relégués et remplacés par les quatre premiers de First Division, la seconde division samoane.
C'est Vaivase-Tai Football Club qui remporte la compétition après avoir terminé en tête du classement, avec deux points d'avance sur Vaipuna SC et trois sur le triple tenant du titre, Lupe o le Soaga. C'est le septième titre de champion de l'histoire du club.

## Participants
- Kiwi Football Club
- Vaivase-Tai Football Club
- Lion of Judah FC
- Moaula United FC - Promu de First Division
- Vaiusu FC
- Vaipuna SC
- Fa'atoia United FC
- Vaitele Uta SC
- Lepea FC - Promu de First Division
- Sogi SC
- Lupe o le Soaga
- University of the South Pacific FC

## Compétition

### Classement final
Le classement est établi sur le barème de points classique (victoire à 3 points, match nul à 1, défaite à 0). 
| Rang | Équipe                             | Pts | J  | G | N | P  | Bp | Bc | Diff |
| ---- | ---------------------------------- | --- | -- | - | - | -- | -- | -- | ---- |
| 1    | Vaivase-Tai Football Club          | 29  | 11 | 9 | 2 | 0  | 31 | 5  | +26  |
| 2    | Vaipuna SC                         | 27  | 11 | 8 | 3 | 0  | 64 | 7  | +57  |
| 3    | Lupe o le SoagaT                   | 26  | 11 | 8 | 2 | 1  | 59 | 10 | +49  |
| 4    | Kiwi Football Club                 | 24  | 11 | 7 | 3 | 1  | 32 | 14 | +18  |
| 5    | University of the South Pacific FC | 20  | 11 | 6 | 2 | 3  | 29 | 17 | +12  |
| 6    | Vaitele Uta SC                     | 19  | 11 | 6 | 1 | 4  | 19 | 13 | +6   |
| 7    | Lepea FCP                          | 13  | 11 | 4 | 1 | 6  | 24 | 32 | -8   |
| 8    | Sogi SC                            | 8   | 11 | 2 | 2 | 7  | 18 | 41 | -23  |
| 9    | Vaiusu FC                          | 8   | 11 | 2 | 2 | 7  | 16 | 41 | -25  |
| 10   | Lion of Judah FC                   | 6   | 11 | 2 | 0 | 9  | 8  | 33 | -25  |
| 11   | Fa'atoia United FC                 | 6   | 11 | 1 | 3 | 7  | 14 | 44 | -30  |
| 12   | Moaula United FCP                  | 1   | 11 | 0 | 1 | 10 | 6  | 63 | -57  |

|  | Champion des Samoa 2022                                 |
|  | Qualification pour la Ligue des champions de l'OFC 2023 |
|  | Relégation directe en First Division                    |
|  | T : Tenant du titre P : Promu de First Division         |

## Bilan de la saison
| Championnat des Samoa de football 2022 |                                      |
| Champion                               | Vaivase-Tai Football Club (7e titre) |
| Qualifications continentales           |                                      |
| Ligue des champions de l'OFC 2023      | Lupe o le Soaga                      |
| Promotions et relégations              |                                      |
| Promus en Samoa Premier League         | Moataa FC                            |
| Promus en Samoa Premier League         | Lotopa SC                            |
| Promus en Samoa Premier League         | Togafuafua SC                        |
| Promus en Samoa Premier League         | Alamagoto FC                         |
| Relégués en First Division             | Fa'atoia United FC                   |
| Relégués en First Division             | Moaula United FC                     |
| Relégués en First Division             | Vaiusu FC                            |
| Relégués en First Division             | Lion of Judah FC                     |